# 倪璋
倪璋（1468年—？），字獻夫，順天府宛平縣匠籍直隸吳縣人，明朝政治人物。

## 生平
順天府鄉試第□名舉人。弘治十八年（1505年）中式乙丑科會試第二百四十五名，三甲第一百三十三名進士。正德二年（1507年）任浙江慈溪县知县。历官刑部郎中，十一年二月録囚山东。升陕西巩昌府知府。

## 家族
曾祖倪本益；祖父倪公□；父倪□。前母包氏；母方氏。永感下。兄倪議，弘治十二年進士、禮科给事中。